# Bni Smih
Bni Smih (franska: Bni Smih (CR), Bni Smih (Commune Rurale), arabiska: أيت يعزم) är en kommun i Marocko.   Den ligger i provinsen Chefchaouen och regionen Tanger-Tétouan-Al Hoceïma, i den nordöstra delen av landet, 230 km nordost om huvudstaden Rabat. Antalet invånare är 15 577.